# Woisgensee
Der Woisgensee (auch Woiskensee) ist ein See in der Gemeinde Bad Gastein im österreichischen Bundesland Salzburg.

## Geografie
Der Woisgensee liegt auf einer Höhe von 2401 m ü. A. in der Katastralgemeinde Böckstein und im Nationalpark Hohe Tauern. Südlich des Sees erheben sich die Berge Großer Woisgenkopf (2708 m ü. A.) und Kleiner Woisgenkopf (2554 m ü. A.) in der Ankogelgruppe. Am nordöstlichen Ufer erstrecken sich Silikat-Schutthalden. In der Umgebung gibt es gut sichtbare Aufschlüsse von Riesenaugengneis.
Der See nimmt eine Fläche von 1,04 ha ein. Er ist 200 m lang und 75 m breit. Sein Umfang beträgt 475 m. Weitere Gebirgsseen im Einzugsgebiet des Anlaufbachs sind der Grasleitensee, der Obere und der Untere Hörkarsee, der Kreuzkogelsee und der Große Tauernsee.

## Name
Der Name Woisgen beziehungsweise Woisken lässt sich vom slawisch-karantanischen Wort vysoky(u) mit der Bedeutung „hoch“ herleiten.

## Ökologie
Der Woisgensee ist ein oligotropher (nährstoffarmer) See mit sehr großem ökologischem Wert. Im Süden und Westen schließt der Schneeboden des Großen Woisgenkopfs an das Gewässer an.